# Mirasierra (métro de Madrid)
Mirasierra est une station de la ligne 9 du métro de Madrid, en Espagne.

## Situation sur le réseau
La station se situe entre Paco de Lucía, terminus de la ligne 9, au nord-est et Herrera Oria au sud-est, en direction de Arganda del Rey. Elle est établie sous la glorieta de la Pradera de Navarrulaque, dans le quartier de Mirasierra, de l'arrondissement de Fuencarral-El Pardo.

## Histoire
La station est mise en service le 28 mars 2011, lors de l'ouverture du prolongement de la ligne depuis Herrera Oria.

## Services aux voyageurs

### Accès et accueil
L'accès à la station s'effectue par un édicule vitré de forme rectangulaire équipé d'escaliers et d'escaliers mécaniques, auquel s'ajoute un accès direct par ascenseur depuis l'extérieur.

### Desserte

Installations et desserte
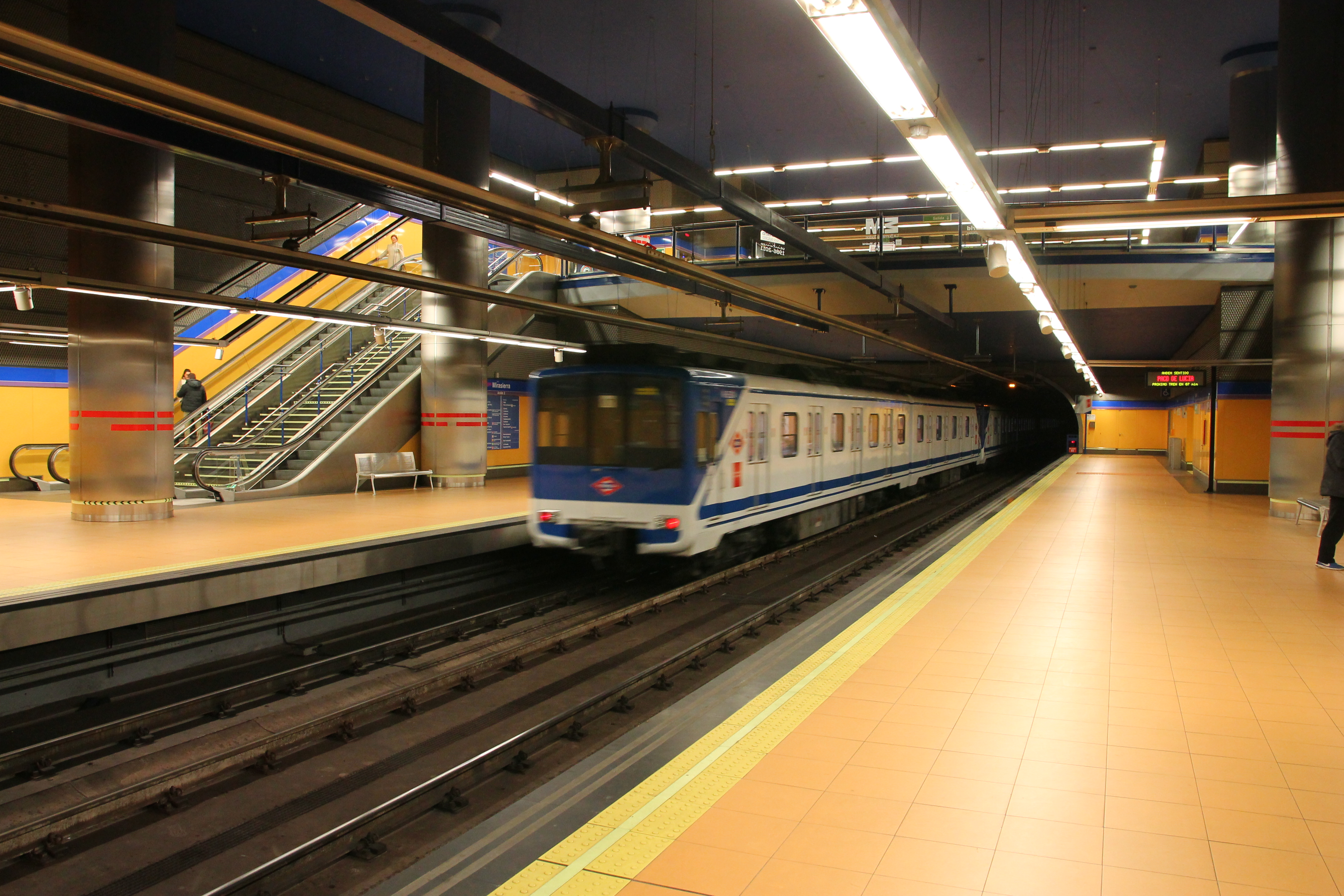
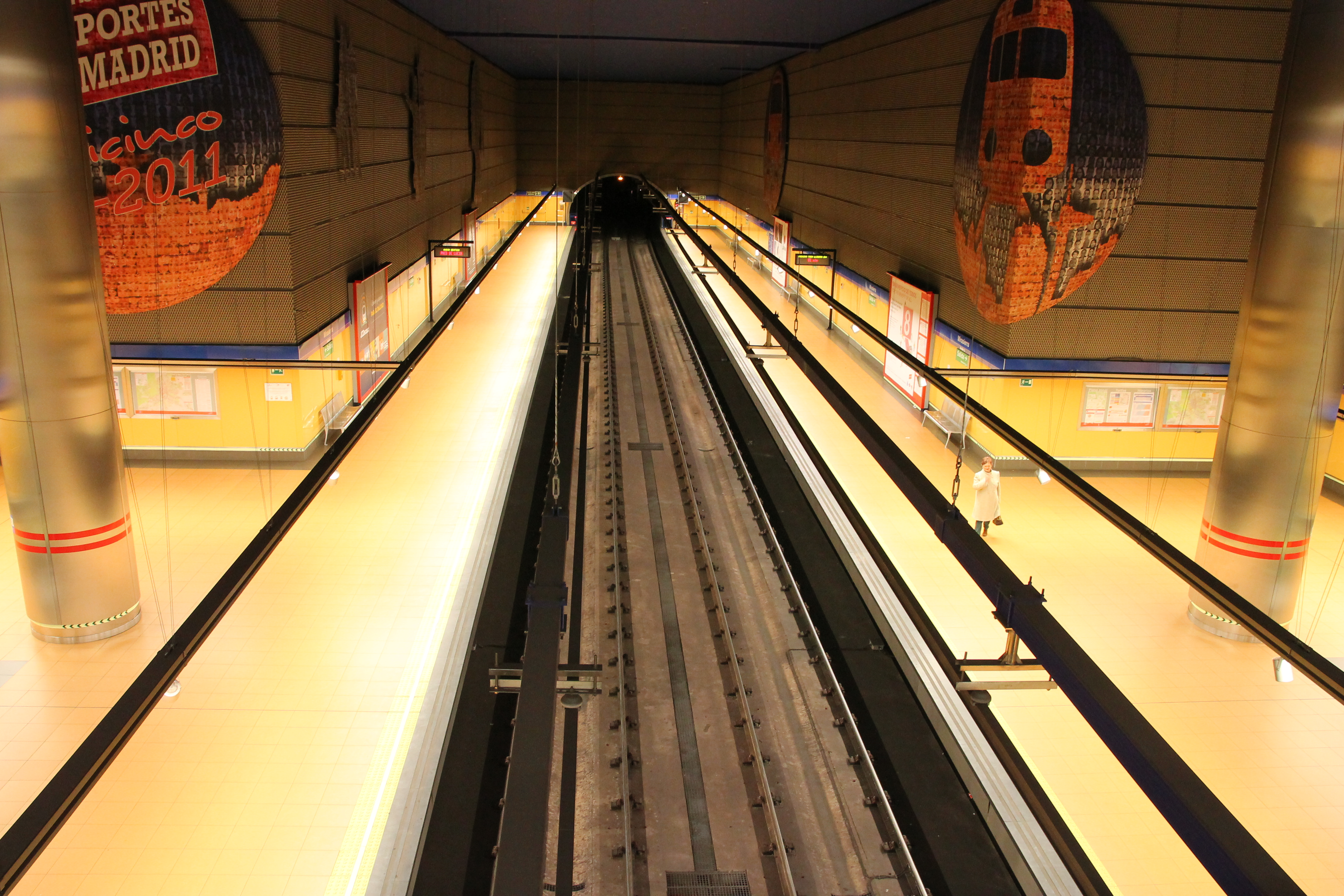
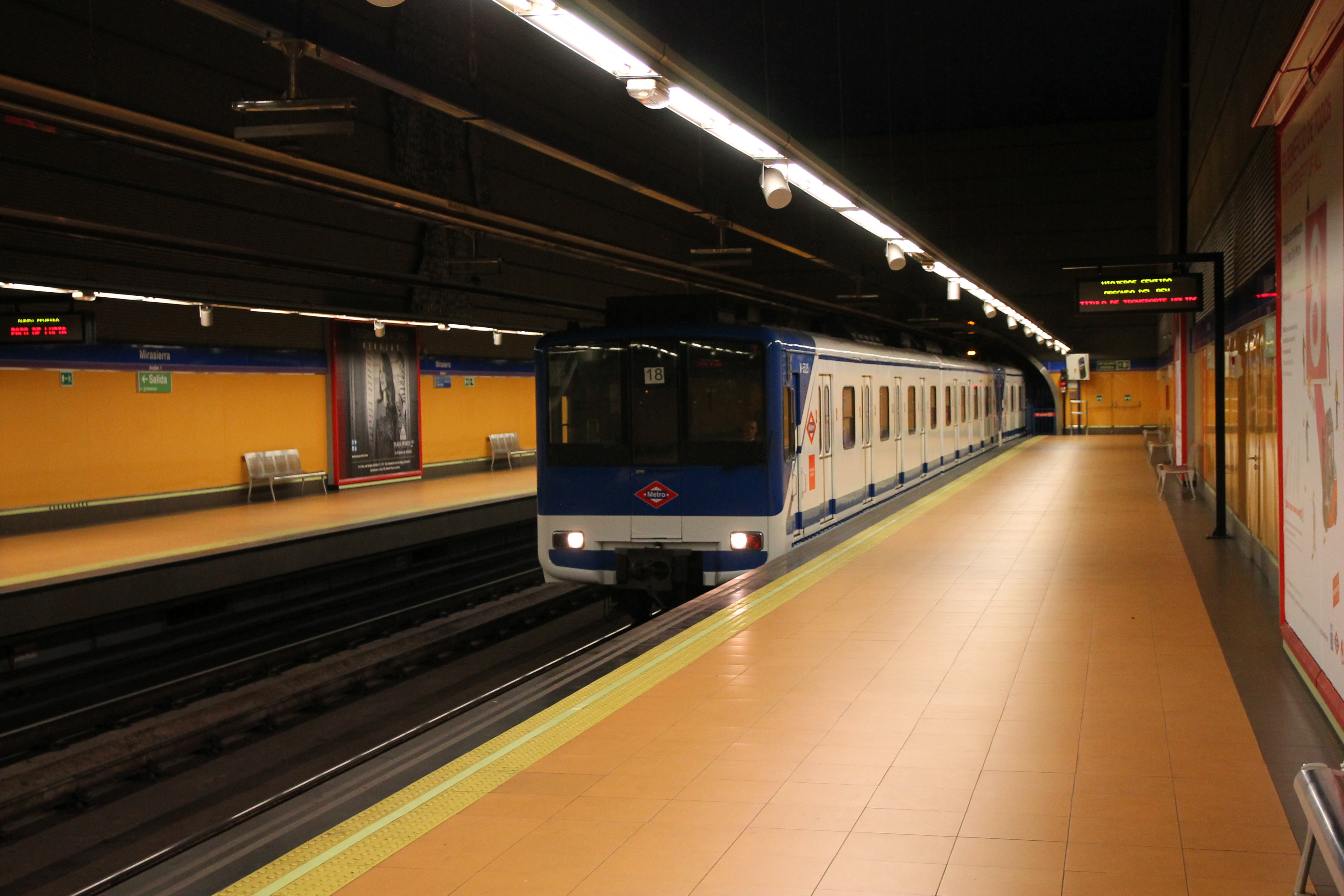

### Intermodalité
La station est en correspondance avec la ligne d'autobus n°49 du réseau EMT.